# Una Novosel
Una Novosel cyr. Уна Новосел,  (ur. 11 lutego 1988 w Belgradzie) – serbska malarka.

## Życiorys
Pochodzi z rodziny o tradycjach artystycznych. W 2013 ukończyła studia z zakresu sztuki użytkowej i wzornictwa przemysłowego na wydziale sztuk stosowanych Uniwersytetu w Belgradzie. Od 2019 jest członkinią Serbskiego Związku Artystów Plastyków ULUS. W tym samym roku rozpoczęła studia doktoranckie na macierzystej uczelni. Od 2020 tworzy jako niezależna artystka.
W 2020 zaprezentowała swoje prace na wystawie indywidualnej Beskrajnost dolina, otwartej w belgradzkiej galerii ULUS. W 2022 w Pałacu Króla Piotra I w belgradzkiej dzielnicy Senjak zaprezentowała serię abstrakcyjnych obrazów w ramach wystawy Zlatno doba. Swoje obrazy maluje najczęściej techniką akrylową, wykorzystując także przedmioty pochodzące z recyklingu. Twórczość artystyczna Uny Novosel obejmuje obrazy, rysunki, rzeźby, a także projekty scenograficzne. 

## Galeria

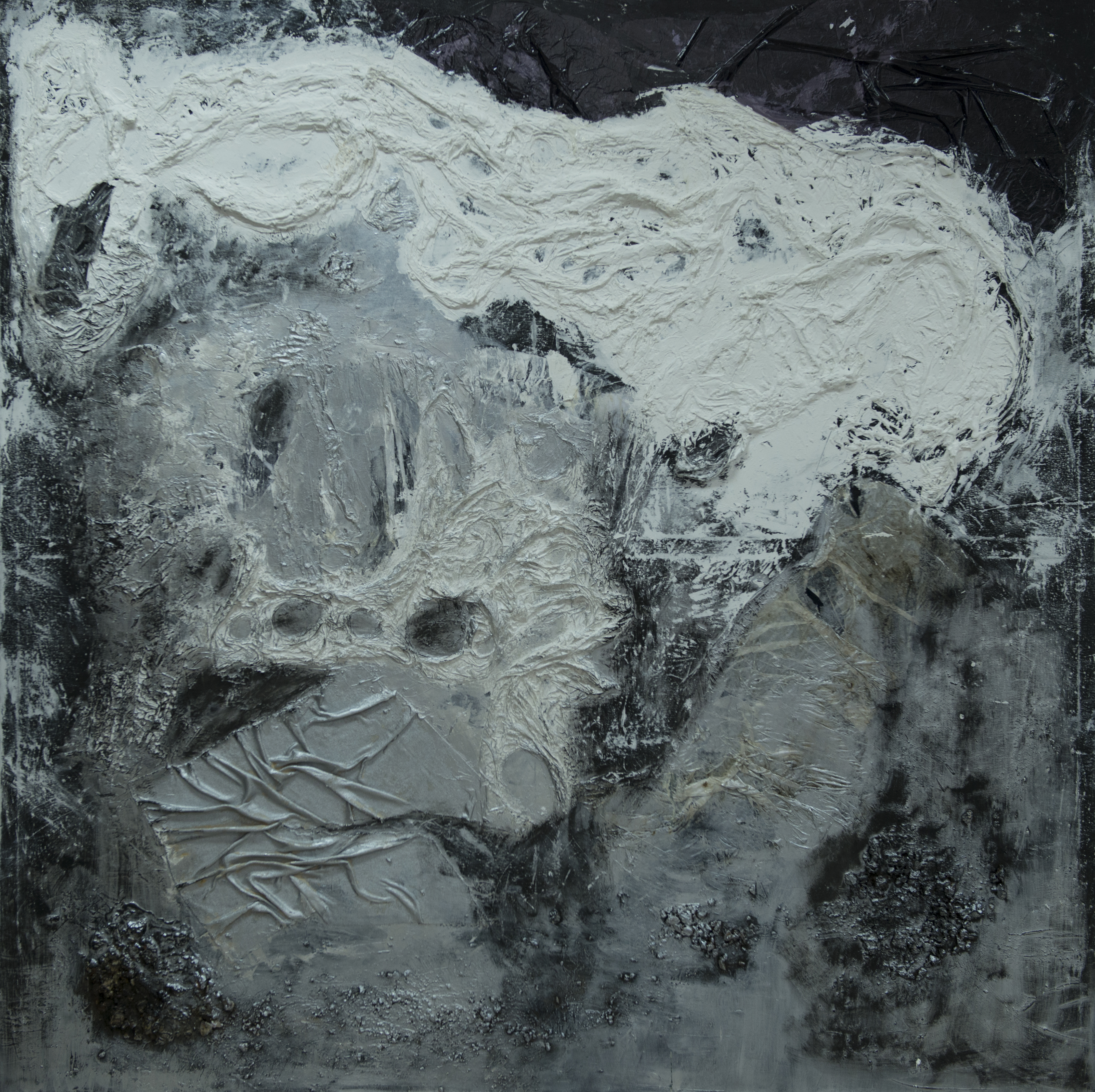
Disclosure (2018)
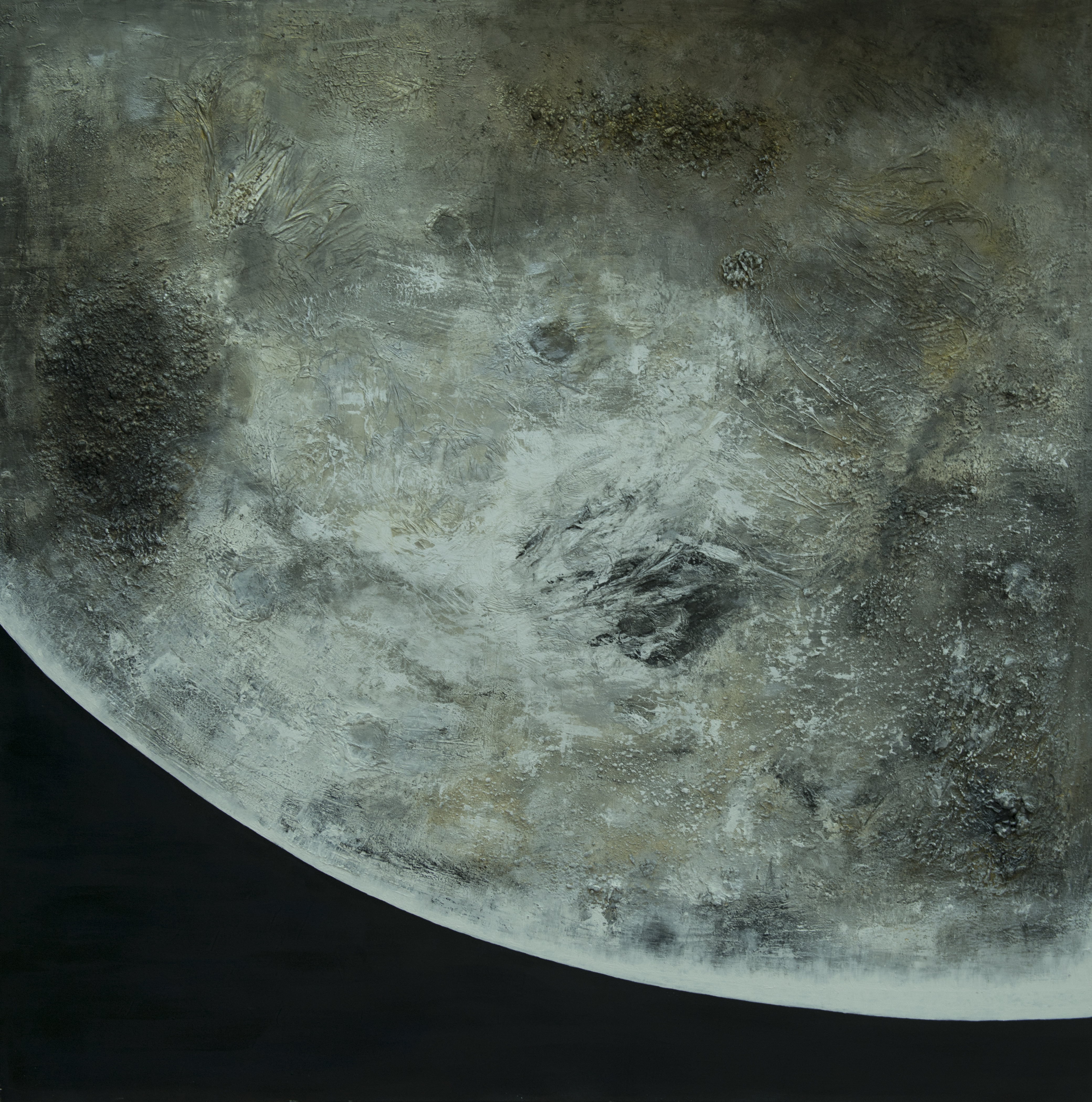
Missing (2018)
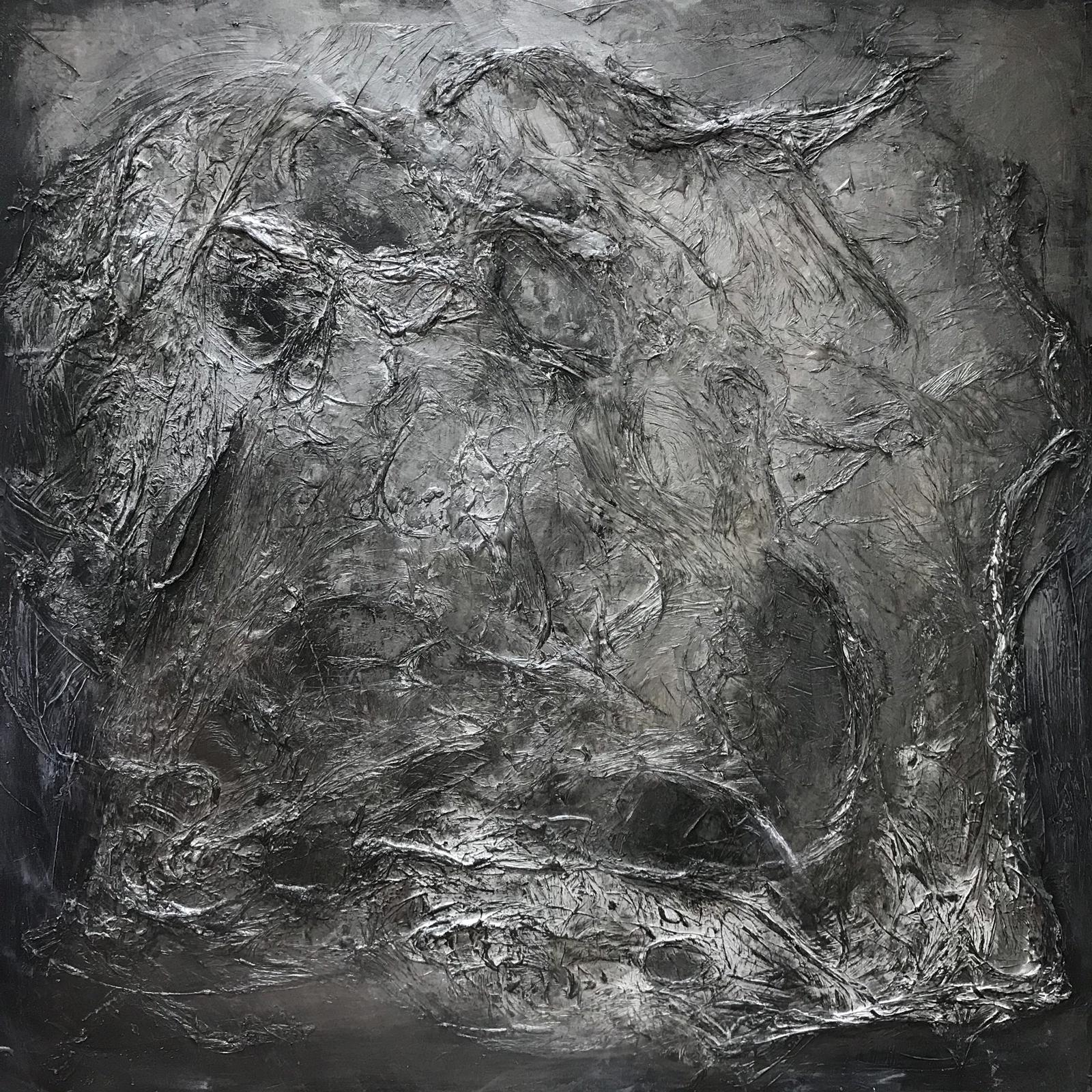
Total silence (2018)
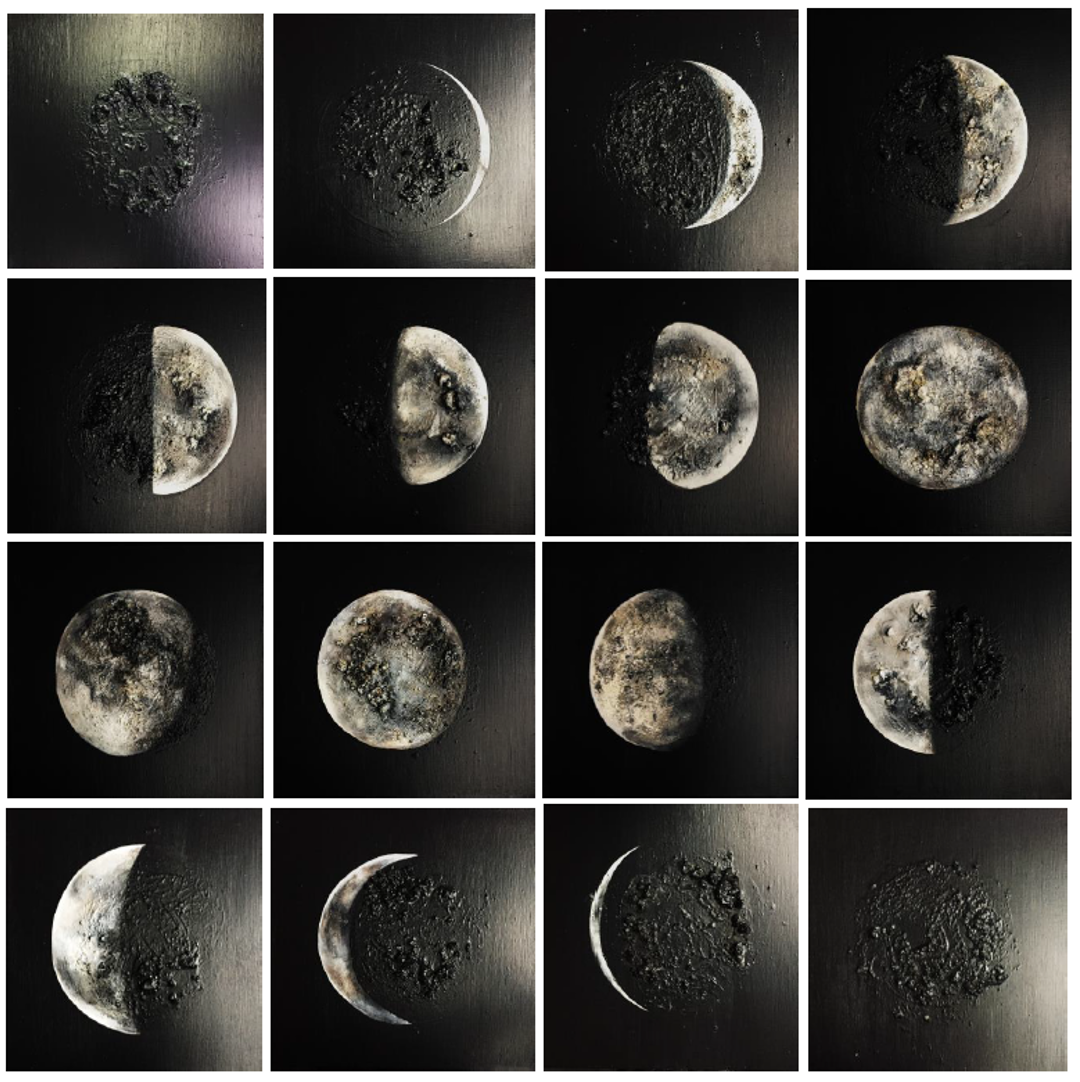
The moon phasses (2018)